# Annie Allard
Annie Allard (née en 1955 à Charleroi ) est une juriste et une avocate et une journaliste belge de la RTBF (radio et télévision) spécialisée sur les questions juridiques.

## Biographie
Après une licence en droit à l'Université catholique de Louvain à Louvain et Louvain-la-Neuve, elle s'inscrit comme avocate au barreau de Charleroi.
En 1990, elle quitte le barreau pour rejoindre l'équipe du magazine Au nom de la loi produit par la RTBF. Spécialiste juridique, elle participe également aux émissions télévisées « Objectif Terre », « Cartes sur Tables » (de 1993 à 2003), fait un bref passage à « C'est la Vie », puis « Au Quotidien » pendant plusieurs années. En radio, c'est sur « VivaCité » depuis 2004 avec l'émission « Appelez, on est là » qui a cédé l'antenne à « On n'est pas des pigeons » en septembre 2012. 
Sur La Une, elle est une chroniqueuse de l'émission d'information pratique On n'est pas des pigeons ! présentée par Simon François.
Pour conserver ses liens avec le milieu judiciaire, elle a choisi de rester sur la liste des avocats honoraires du Barreau de Charleroi.
Elle a habité pendant longtemps à Marcinelle avant de s'établir à Fleurus et a trois enfants.

## Émissions télévisées
- Au nom de la loi
- Objectif Terre
- Carte sur table (1993-2003)
- C'est la vie
- Au quotidien
- On n'est pas des pigeons !

## Radio
- Appelez, on est là (2004-2012)
- On n'est pas des pigeons ! (radio)